# Hadano

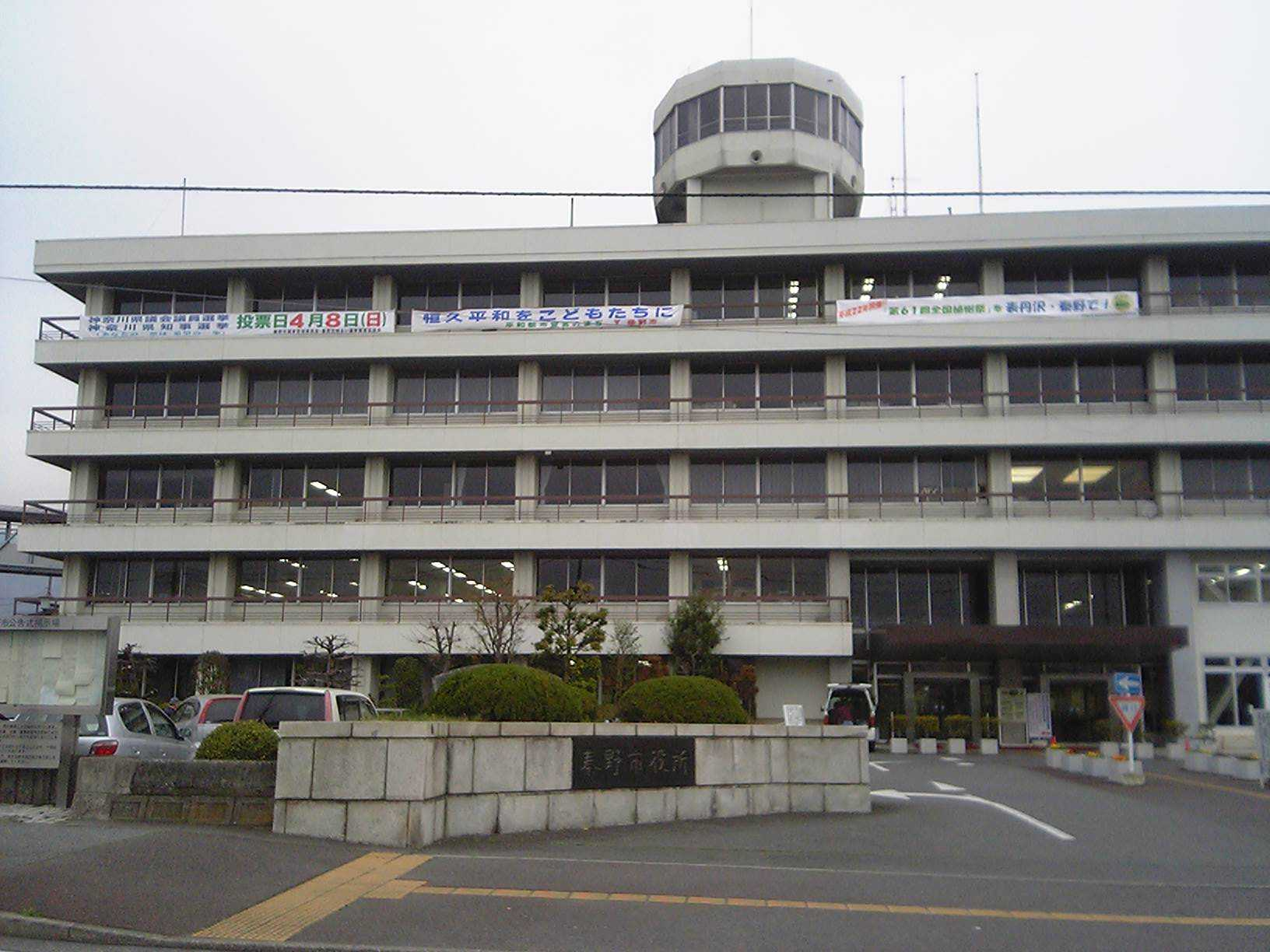
Ayuntamiento de Hadano

Hadano (秦野市 Hadano-shi?) es una ciudad de la prefectura de Kanagawa, situada en la parte central de la isla Kantō en Japón. En junio de 2012, Hadano tenía una población estimada de 169 983 personas con una densidad de 1640 personas por km² para una superficie total de 103,61 km².

## Geografía
Hadano se encuentra situada en las montañas de la parte centro-oeste de la prefectura de Kanagawa. Alrededor de la mitad de su término municipal se encuentra dentro de los límites del Parque nacional de Tanzawa-Ōyama Quasi.
Se encuentra rodeada por las mucipalidades de Atsugi, Isehara, Hiratsuka, Ōi, Nakai, Matsuda, Yamakita y Kiyoawa.

## Historia
El nombre “Hadano” aparece como un término geográfico en el periodo Heian en el Wamyō Ruijushō, como “Hatano”,  y existen especulaciones académicas con las posibles conexiones con el clan Hata del Periodo Nara. A finales del periodo Heian o principios del Periodo Kamamura, el área fue dividida en distintos shōen controlados por los descendientes de Fujiwara no Hidesato, siendo el daimyō del periodo Sengoku del clan Hatano daimyo.
Durante el periodo Edo, Hadano pertenecía al Odawara Domain, aunque grandes porciones del terreno eran tenryō, territorio controlado por el  shogun en Edo a través de varios hatamoto. Tras la Restauración Meiji y con el establecimiento del sistema de distritos en 1878, la zona queda bajo el control de  Distrito de Ōsumi  (大住郡 Ōsumi-gun?). El 1 de abril de 1889, Hadano alcanza la categoría de ciudad. El 26 de marzo de 1896, el Distrito de Ōsumi y el Distrito Yurugi se unieron para formar el Distrito de Naka. La ciudad experimenta un rápido crecimiento tras la llegada del ferrocarril en 1927.
Hadano se convirtió en ciudad el 1 de enero de 1955, con la unión de las antiguas ciudades de Hadano y Minamihadano con las poblaciones de Kitahadano y Higashihadano. La nueva ciudad se anexionó posteriormente las poblaciones de One y Kamihadano en el mismo año. Posteriormente en 1964 se unió con la ciudad de Nishihadano para dar lugar a la gran ciudad que es hoy.

## Economía
Hadano fue un centro comercial regional durante el periodo Edo tras la introducción del cultivo del tabaco en la región. Trescientos años de historia industrial acabaron en 1984 cuando cerró sus puertas la última industria tabaquera. Desde entonces, los agricultores locales se han reconvertido al cultivo de te verde y flores ornamentales. El antiguo edificio que contenía una planta procesadora de tabaco propiedad de la Japan Tobacco and Salt Public Corporation (en la actualidad, Japan Tobacco) ha sido reemplazado por un gran centro comercial.

## Transportes

### Ferrocarril
- Odakyu Electric Railway (Línea Odakyu Odawara) con paradas en las estaciones de Tsurumaki-Onsen, Tōkaidaigaku-mae, Hadano y Shibusawa.

### Autopistas
- Tōmei Expressway desde Hadano a Nakai.
- Ruta 246, hacia Tokio central y Numazu.
- Ruta 255, hacia Odawara.

## Puntos de interés turístico
- Montes Tanzawa.
- Manantiale de Tsurumaki.
- Monte Ōyama.
- Ruinas del Castillo de Hadano.
- Sakuradote Kofun, un parque que rodea a una zona con túmulos.

## Ciudades hermanadas con Hadano
Hadano esta hermanada con las siguientes ciudades:
- Pasadena, Texas, Estados Unidos. (1964)
- Suwa, Nagano, Japón. (1984)
- Paju, Gyeonggi, Corea del Sur. (2005)

## Personalidades notables de Hadano
- Atsuo Asami, astrónomo.
- Masakazu Imanari, artista plástico.
- Inoran, músico.
- J, músico.
- Rinko Kikuchi, actriz.
- Izumi Sakai, cantante, compositor.
- Sugizo, músico.
- Shinya Yamada, músico.